# Револ, Седрик
Седрик Револ (фр. Cédric Revol, род. 22 июля 1994, Сен-Мартен-д'Эр) — французский дзюдоист, двукратный бронзовый призёр чемпионатов Европы. 

## Биография
Родился в 1994 году.
В 2022 году на чемпионате Европы в Софии, Седрик смог завоевать бронзовую медаль в весовой категории до 60 кг. В поединке за бронзу одержал победу над грузинским спортсменом Лукумом Чхвимиани.
В 2022 году на турнире серии Гран-при в Перте стал победителем. В 2023 году на турнире серии Большого шлема одержал победу в Абу-Даби. 
В апреле 2024 года, в столице Хорватии, на чемпионате Европы, французский дзюдоист в весовой категории до 60 кг стал обладателем бронзовой медали, в поединке за третье место победив украинца Артёма Лесюка. 